# Корецкий, Ефим Богушевич
Князь Ефим или Яким (Иоахим) Богушевич Корецкий (ум. 1612) — представитель западнорусского рода Корецких, магнат конца XVI века, волынский воеводич. Отец Самуила Корецкого.

## Биография
Младший сын воеводы волынского князя Богуша Фёдоровича Корецкого (ок. 1510—1576) и Марии Васильевны Чаплич (ум. 1590)
В 1576 году после смерти своего отца Богуша Иоахим (Ефим) унаследовал родовые владения рода Корецких. Приняв унию, вместе со своей женой Анной (сестрой гетмана великого литовского Яна Кароля Ходкевича) принуждал своих крепостных крестьян к переходу в униаты и действовал во вред православным обителям. С 1596 по 1602 год длилось дело Корецкого с Печерским монастырём: челядь Корецкого грабила монастырских крестьян, отнимала имущества и занимала земли. В 1598 году супруги Корецкие разграбили монастырское местечко Хотов, разбили монастырский двор и причинили убыток до 40 тысяч злотых. Благодаря стараниям известного архимандрита Никифора Тура, привлёкшего на свою сторону князя Константина Острожского, дело, несмотря на все увёртки Корецкого, было решено королём Сигизмундом III в пользу монастыря.

## Семья
Был женат на Анне Ходкевич (ум. 1626), дочери генерального старосты жемайтского и каштеляна виленского Яна Иеронимовича Ходкевича (1537—1579) от брака с Кристиной Зборовской (ум. 1588). Дети:
- Самуил Корецкий (ок. 1586—1622), князь корецкий (1612—1622)
- Кароль Корецкий (ок. 1588—1633), князь корецкий (1622—1633), каштелян волынский (1622—1633)

- Лавиния Корецкая (ум. 1641), жена с 1609 года ордината клецкого Яна Альбрехта Радзивилла (1591—1626)
- Марцибелла Корецкая (ум. 1648), 1-й муж Николай Глебович, 2-й муж Ян Раковский
- Изабелла Корецкая (ум. 1669), жена с 1617 года князя Николая Ежи Чарторыйского (1585—1662)
- Елена Корецкая, жена польного гетмана коронного Мартина Калиновского (ум. 1652)
- София Корецкая (ум. после 1630), монахиня с 1626 года в Корецком монастыре